# Glandora
Genre
Glandora est un genre de plantes à fleurs de la famille des Boraginaceae, originaire de la région méditerranéenne occidentale et centrale ; Maroc, Algérie, Portugal, Espagne, France, Italie et Grèce. Il a été séparé de Lithodora en 2008.

## Espèces
Selon Plants of the World online (POWO) (22 juillet 2023)Les espèces acceptées sont :
- Glandora diffusa (Lag.) D.C.Thomas
- Glandora gastonii (Benth.) L.Cecchi & Selvi
- Glandora goulandrisiorum (Rech.f.) L.Cecchi & Selvi
- Glandora moroccana (I.M.Johnst.) D.C.Thomas
- Glandora nitida (Ern) D.C.Thomas
- Glandora oleifolia (Lapeyr.) D.C.Thomas
- Glandora prostrata (Loisel.) D.C.Thomas, le grémil à rameaux étalés
- Glandora rosmarinifolia (Ten.) D.C.Thomas